# Glasisvellir
Glasisvellir „zářivá louka“, též Glæsisvellir, je místo v severské mytologii, v kterém se nachází Ódainsakr „pole nesmrtelných“, které je často považováno za severskou podobu ráje.
V Sáze o Hervaře se uvádí že v Jötunheimu vládl z místa zvaného Glasisvellir mocný a moudrý král Guðmundr, který stejně jako jeho muži vynikal dlouhověkostí. Podle autora ságy pohané věřili že někde na Guðmundově panství se musí nácházet Ódainsakr, kde se člověk zbaví všech nemocí i stáří a kde nikdo nemůže zemřít. Potom co Guðmundr zemřel měli mu jeho muži obětovat a prohlásit ho za boha.
V díle Eireks Saga Víðförla se hlavní hrdina Eirik vydává z Norska aby nalezl Ódainsakr. V Konstantinopoli se z rozhovoru s králem dozvěděl že toto místo zvané také „ráj“ či „země žijících“ leží na nejvzdálenějším místě jižní polokoule, východně od Indie. Křesťanský autor ságy však poznamenává že skutečný ráj leží mnohem dále. Ódainsakr, v podobě Undensakre, zmiňuje také Saxo Grammaticus a uvádí že „jeho lidu neznámý“.

## Hypotézy
Glasisvellir podle historika náboženství Bruce Lincolna jistě souvisí s Glasislundem „zářivým hájem“, který obýval podle eddické Písně o Helgim Hjörvarðssonovi král Hjörvarðr, a s hájem jménem Glasir, zmiňovaným ve Skáldskaparmálu. Kromě toho folklorista Alexander H. Krappe a filolog Franz Rolf Schröder spojili s „jantarovými ostrovy“ jménem Glesiae, zmiňovanými Pliniem starším.
Ódainsakr byl už v první polovině 19. století Jacobem Grimmem označen za severskou formu ráje, a tento názor sdíleli další badatelé jako Åke V. Ström, Gabriel Turville-Petre, nebo Jan de Vries. Lincoln jej srovnal  s různými indoevropskémi ráji jako je řecký Elysión a Ostrovy blažených, irským Mag Mell a Tech Duinn nebo nejvyšším nebem védského krále mrtvých Jamy. Údajné podání pohanů o tom že Ódainsakr ležel na severu v Jotunheimu považuje za mylné, za autentické naopak považuje podání o tom že ležel na dalekém jihu – stejně jako Jamovo panství nebo Tech Duinn. Na podporuju svého tvrzení navíc uvádí Ymisland, území zmiňované v Sáze o Hervaře před Glasisvellirem, které má ležet na jihu. Krále Guðmunda totiž považuje za dědice Ymiho, prvotního obra, který je podle něj protějšek védského Jamy, římského Rema či zarathuštrického Jimy.